# Abadía de Koningshoeven

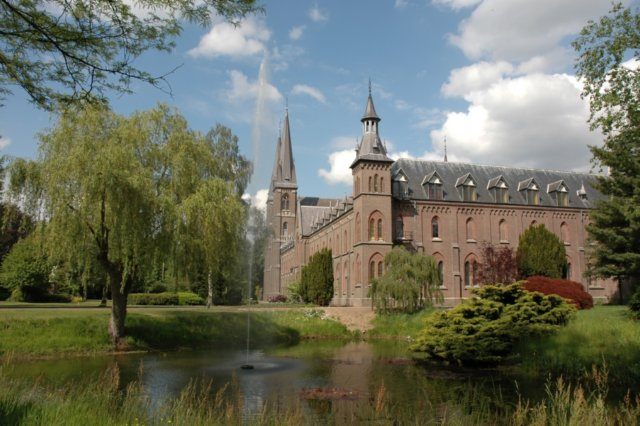
Abadía de Koningshoeven.

La abadía de Nuestra Señora de Koningshoeven (neerlandés:Abdij Koningshoeven, Abdij Onze Lieve Vrouw van Koningshoeven) es un monasterio trapense (Orden Cisterciense de la Estricta Observancia), fundado en 1881 en Berkel-Enschot en Brabante septentrional, países Bajos. Koningshoeven en holandés significa «las granjas del rey».

## Fundación
En 1880 la situación de las órdenes monásticas en Francia era muy desfavorable. Los monjes de la abadía de Mont des Cats (Sainte-Marie-au-Mont) en Mont des Cats, en Godewaersvelde en Nord, en el norte de Francia, con temor de que fueran conducidos al exilio, buscaron un lugar de refugio en otro país. El abad Dominique Lacaes envió el Padre Sébastien Wyart, un exoficial de los zuavos, a los Países Bajos, donde tenía muchos contactos militares. A través de su exteniente, Antoine Artes, y el padre De Beer, el superior de los Hermanos de Tilburg, conoció al fabricante Gaspar Houben, propietario de De Schaapskooi ("El redil de las ovejas"), un grupo de tres casas rurales construidas por el entonces Príncipe heredero Guillermo , en 1834, en Berkel-Enschot al este de Tilburg. Houben estaba dispuesto a arrendar a la comunidad francesa las propiedades, equipadas y reformadas hasta el punto de que podían funcionar como un pequeño y primitivo monasterio. Dom Lacaes al principio no quería fundar un nuevo monasterio, sólo encontrar un alojamiento temporal, pero ante la insistencia del Padre Wyart, que en el ínterin había nombrado prior, finalmente aceptó el 5 de marzo de 1881.
En los primeros años las cosas eran muy difíciles en De Schaapskooi, y sin la ayuda constante de los Hermanos Tilburg, la comunidad recién asentada probablemente hubiera fracasado. Un prior posterior, Dom Nivardus Schweykart, amplió la granja, pero incluso eso fue de poca ayuda. Entonces, ya que era hijo de un fabricante de cerveza de Múnich, se le ocurrió establecer una fábrica de cerveza en 1884. Esto mejoró la situación financiera y también incrementó el número de miembros de la comunidad.
En 1890, Dom Willibrordus Verbruggen fue nombrado el primer abad de Koningshoeven. Hizo mucho por el monasterio, pero también lo llevó al borde de la ruina. Entre sus primeros actos, en 1891, fue a devolver la totalidad de la deuda pendiente de 9000 florines a Caspar Houben. En el mismo año, el monasterio fue elevado a la categoría de abadía, que por aquel entonces albergaba una comunidad de 57 personas. También comenzó la construcción de una nueva abadía, la iglesia y los edificios conventuales. Los viejos edificios de Schaapskooi fueron cerrados, y el nombre se transfirió a la fábrica de cerveza.

## SigloXX
Surgieron nuevos problemas financieros debido a la creación de dos casas de refugio junto con la continua situación precaria situación de las comunidades religiosas en Francia: Maria Toevlucht en Zundert en 1900, y en 1902 Charneux en la provincia de Lieja, que fue cerrada en 1909. Todos los bienes y posesiones de Koningshoeven, Zundert y Charneux estaban a nombre del abad, lo que llevó en 1909 a una situación difícil. Cuando se negó regularizar la situación de los bienes, el abad de Mont des Cats, recibió instrucciones de Roma para informarle de que era relevado de su rango abacial. Dom Willibrordus siguió en su negativa, y, en consecuencia, los monjes de Koningshoeven, Maria Toevlucht y Charneux fueron desalojados de forma temporal. Más tarde, se nombre un nuevo abad, el padre Simón Dubuisson, que era el prior de la abadía de Scourmont en Bélgica. Dom Willibrordus fue trasladado a un monasterio italiano, donde finalmente falleció. El padre Simón realizó grandes obras, no sólo pagó la gran deuda que Dom Willibrordus había dejado, sino también a través de su liderazgo espiritual. Dentro de la Orden, Dom Simon fue muy apreciado, y a menudo el Capítulo General le pedía consejo para resolver problemas en los monasterios de todo el mundo.
En 1931 se celebró el quincuagésimo aniversario de la abadía. En 1937, en Berkel-Enschot se fundó la abadía de Koningsoord, el único monasterio trapense de monjas en los países Bajos. En 1942, los tres monjes de origen judío, Ignatius, Linus y Nivardus Loeb (también escrito "Löb") fueron enviados a Auschwitz, y en septiembre de 1942, los dos primeros fueron ejecutados por un pelotón de fusilamiento, junto con sacerdotes católicos polacos y ucranianos, por oír confesiones. Según un soldado las últimas palabras del padre Ignatius antes de morir fueron: «¡Por los novicios de Koningshoeven!» (Voor de noviciaat van Koningshoeven!)
El abad Simon murió el 11 de febrero de 1945. Por primera vez se eligió un nuevo abad en Koningshoeven: todos los anteriores abades habían sido nombrados a propuesta de otros monasterios. El nuevo abad fue Dom Willibrordus van Dijk, el primer prior holandés. Tenía por delante mucho trabajo duro con la renovación de la vida del monasterio. Mientras que su predecesor había generado nerviosismo entre los monjes, este abad era muy querido por sus compañeros, pero al mismo tiempo sin relajar la disciplina de la regla de San Benito. Durante su tiempo como abad, la abadía tomó posesión del Viacrucis de Albert Servaes. Koningshoeven fundó un monasterio en Rawaseneng en Java en 1953, y en 1956 otro en Kipkelion en Kenia. En 1966 Dom Willibrordus se retiró por razones de salud. La comunidad no estaba preparada en ese momento para elegir un nuevo abad, y se eligió un superior temporal, el padre Cyprianus van de Bogaard. Posteriormente fue elegido como cuarto abad en 1969. Oriundo de Tilburg, fue capaz de acercar la abadía a la región en la que se asentaba. Bajo su dirección, la abadía dejó de lado la actividad agrícola. En 1989 Dom Cyprianus se retiró y volvió a su lugar en la comunidad y el coro. Una vez más, la comunidad decidió que prefería elegir un superior temporal, el padre Korneel Vermeiren, un monje de abadía de Zundert. Fue elegido abad seis meses más tarde.

## SigloXXI
En 2004-2005 la iglesia de la abadía fue completamente renovada. Dom Korneel renunció al cargo de abad en el año 2005 y fue reemplazado por Dom Bernardus Peeters. En este punto, la comunidad constaba de 16 de monjes.

### Cervecería
La cervecería fundada en 1884 continúa en la producción con el nombre de De Koningshoeven Brouwerij. Es una de las doce cervezas trapistas en el mundo, de las que once llevan el logo «Authentic Trappist Product» en la etiqueta, y una de las dos cervezas trappistes holandesas junto con la Zundert.